# Receptor ACTH
Receptor ACTH (hormonu adrenokortykotropowego), MC2 receptor (ang. melanocortin receptor 2) – rodzaj receptora melanokortynowego, jego typ 2, specyficzny dla hormonu adrenokortykotropowego (ACTH).

## Struktura
Zsyntetyzowano ludzki i bydlęcy receptor ACTHB. Oba liczyły po 297 reszt aminoacylowych. Występuje pomiędzy nimi homologia na poziomie 81% sekwencji. W całkowitej długości sekwencji mieści się 7 domen hydrofobowych, które wydają się segmentami transbłonowymi. W trzeciej pętli cytoplazmatycznej wykryto motywy fosforylacji kinazy białkowej A i kinazy białkowej c.

## Lokalizacja tkankowa i komórkowa
Receptor ACTH obecny jest w korze nadnerczy, w warstwie pasmowatej. Związanie przez receptor ACTH ligandu stymuluje produkcję kortyzolu.
Receptor ACTH wykorzystuje jako przekaźnik drugorzędowy cAMP.

## Patologia
Mutacje tego receptora powodują rodzinny niedobór glikokortykosteroidów typu 1. Cierpiący nań chorzy cechują się wysokimi stężeniami ACTH w osoczu oraz niskimi poziomami kortyzolu.